# Redifusió televisiva
La Redifusió televisiva és la reemissió d'un programa d'una productora de televisió que realitza els seus programes gràcies a un contracte previ amb alguna cadena de televisió, que es reserva en exclusiva els seus drets d'emissió. Una vegada esgotat el primer contracte, normalment s'intentaran obtenir nous beneficis mitjançant la seva llicència a altres cadenes de televisió que cobreixin nous mercats o àrees geogràfiques. Aquest procés es diu sindicació televisiva, i ha permès la popularització mundial de moltes sèries mítiques inicialment creades per a un mercat molt concret, com les emissores nord-americanes de televisió per cable.